# Caledonia (Illinois)
Caledonia és una població dels Estats Units a l'estat d'Illinois. Segons el cens del 2000 tenia 199 habitants.

## Demografia
Segons el cens del 2000, Caledonia tenia 199 habitants, 71 habitatges, i 54 famílies. La densitat de població era de 145 habitants/km².
Dels 71 habitatges en un 45,1% hi vivien nens de menys de 18 anys, en un 67,6% hi vivien parelles casades, en un 8,5% dones solteres, i en un 23,9% no eren unitats familiars. En el 18,3% dels habitatges hi vivien persones soles l'11,3% de les quals corresponia a persones de 65 anys o més que vivien soles. El nombre mitjà de persones vivint en cada habitatge era de 2,8 i el nombre mitjà de persones que vivien en cada família era de 3,2.
Per edats la població es repartia de la següent manera: un 30,2% tenia menys de 18 anys, un 9% entre 18 i 24, un 32,7% entre 25 i 44, un 17,1% de 45 a 60 i un 11,1% 65 anys o més.
L'edat mediana era de 34 anys. Per cada 100 dones de 18 o més anys hi havia 98,6 homes.
La renda mediana per habitatge era de 51.250 $ i la renda mediana per família de 52.500 $. Els homes tenien una renda mediana de 40.417 $ mentre que les dones 28.571 $. La renda per capita de la població era de 19.134 $. Cap de les famílies i el 2,3% de la població estaven per davall del llindar de pobresa.

## Poblacions més properes
El següent diagrama mostra les poblacions més properes.